# Ману Сілва
Мануел Жорже Сілва (порт. Manuel Jorge Silva), відомий просто як Ману (порт. Manu; нар. 12 червня 2001, Санта-Марія-да-Фейра) — португальський футболіст, півзахисник клубу «Бенфіка».

## Клубна кар'єра

### «Фейренсі»
Почав займатися футболом в юнацькій команді «Уніан-де-Ламаш», а 2012 року перейшов до системи «Фейренсі». 17 квітня 2021 року дебютував в основному складі «Фейренсі» в матчі Сегунда-ліги проти «Варзіна». 28 грудня в поєдинку проти дублерів лісабонської «Бенфіки» забив свій перший гол за «Фейренсі». 24 травня 2022 року продовжив контракт з клубом.

### «Віторія» (Гімарайнш)
30 січня 2023 року підписав чотирирічний контракт з клубом Прімейра-ліги «Віторія» (Гімарайнш). 14 квітня 2023 року дебютував за нову команду в матчі в Прімейра-ліги проти «Фамалікана», вийшовши в стартовому складі.
27 липня 2023 року в поєдинку кваліфікації Ліги конференцій УЄФА проти словенського «Целє» дебютував у єврокубках. 28 жовтня 2023 року в матчі Прімейра-ліги проти «Шавеша» забив свій перший гол за «Віторію».
15 серпня 2024 року вперше відзначився м'ячем в єврокубках в поєдинку кваліфікації Ліги конференцій, вразивши ворота швейцарського «Цюриха».

### «Бенфіка»
20 січня 2025 року перейшов у «Бенфіку», підписавши п'ятирічний контракт. Сума трансферу становила 12 млн євро. 25 січня дебютував за нову команду в матчі Прімейра-ліги проти «Каза Піа», вийшовши на заміну Леандру Баррейру.

## Статистика виступів
Станом на 8 лютого 2025
| Клуб                | Сезон             | Чемпіонат         | Чемпіонат | Чемпіонат | Кубок | Кубок | Кубок ліги | Кубок ліги | Єврокубки | Єврокубки | Інші  | Інші | Всього | Всього |
| Клуб                | Сезон             | Дивізіон          | Матчі     | Голи      | Матчі | Голи  | Матчі      | Голи       | Матчі     | Голи      | Матчі | Голи | Матчі  | Голи   |
| ------------------- | ----------------- | ----------------- | --------- | --------- | ----- | ----- | ---------- | ---------- | --------- | --------- | ----- | ---- | ------ | ------ |
| Фейренсі            | 2020–21           | Сегунда-ліга      | 1         | 0         | 0     | 0     | 0          | 0          | —         | —         | —     | —    | 1      | 0      |
| Фейренсі            | 2021–22           | Сегунда-ліга      | 17        | 2         | 3     | 0     | 1          | 0          | —         | —         | —     | —    | 21     | 2      |
| Фейренсі            | 2022–23           | Сегунда-ліга      | 11        | 0         | 1     | 0     | 0          | 0          | —         | —         | —     | —    | 12     | 0      |
| Фейренсі            | Всього            | Всього            | 29        | 2         | 4     | 0     | 1          | 0          | 0         | 0         | 0     | 0    | 34     | 2      |
| Віторія (Гімарайнш) | 2022–23           | Прімейра-ліга     | 1         | 0         | 0     | 0     | 0          | 0          | —         | —         | —     | —    | 1      | 0      |
| Віторія (Гімарайнш) | 2023–24           | Прімейра-ліга     | 23        | 2         | 4     | 0     | 1          | 0          | 1         | 0         | —     | —    | 29     | 2      |
| Віторія (Гімарайнш) | 2024–25           | Прімейра-ліга     | 15        | 1         | 2     | 0     | 1          | 0          | 10        | 3         | —     | —    | 28     | 4      |
| Віторія (Гімарайнш) | Всього            | Всього            | 39        | 3         | 6     | 0     | 2          | 0          | 11        | 3         | 0     | 0    | 58     | 6      |
| Бенфіка             | 2024–25           | Прімейра-ліга     | 3         | 0         | 0     | 0     | 0          | 0          | 0         | 0         | 0     | 0    | 3      | 0      |
| Всього за кар'єру   | Всього за кар'єру | Всього за кар'єру | 71        | 5         | 10    | 0     | 3          | 0          | 11        | 3         | 0     | 0    | 95     | 8      |

1. 1 2  Матчі в Лізі конференцій УЄФА

## Титули і досягнення
- Володар Суперкубка Португалії (1):

«Бенфіка»: 2025